# Nis Jensen Ravn
Nis Jensen Ravn (23. maj 1828 på Lyksgård, Vejstrup Sogn, Haderslev Amt – 26. november 1892) var en dansk gårdejer og politiker. Han sad i Landstinget 1870-78 og repræsenterede Mellempartiet.
Nis Jensen Ravn var gift med Hanne f. Lund (død 1899). Landstingsmanden Christian Ravn var hans søn.